# Ondřej Štyler
Ondřej Štyler (* 1. Juni 2000 in Prag) ist ein tschechischer Tennisspieler.

## Karriere
Štyler spielte bis 2018 auf der ITF Junior Tour. Im Einzel war für ihn bei Grand-Slam-Turnieren das Achtelfinale das beste Resultat. Im Doppel zog er 2018 zweimal – bei den French Open und in Wimbledon – ins Endspiel ein. Mit dem Japaner Naoki Tajima gewann er in Paris, während er in Wimbledon mit Nicolás Mejía spielte und gegen Yanki Erel und Otto Virtanen verlor. Einen weiteren großen Titel gewann er mit seinem Landsmann Tomáš Macháč 2017 beim Orange Bowl. Das letzte Turnier als Junior spielte er bei den Olympischen Jugend-Sommerspielen. Mit Dalibor Svrčina unterlag er dort im Halbfinale des Doppels und verlor auch anschließend das Spiel um Platz 3. In der Jugend-Rangliste erreichte er mit Rang 13 seine höchste Notierung im Januar 2018, kurz nachdem er die besten Einzelresultate erzielte.
Bei den Profis spielte Štyler 2016 sein erstes Turnier. Weiterhin war er vor allem im Doppel erfolgreich, im Einzel gelang ihm auf der ITF Future Tour nur einmal der Sprung ins Halbfinale, der ihn mit Platz 1118 auch zu seinem Karrierehoch in der Weltrangliste führte. Im Doppel zog er 2018 und 2019 je einmal ins Finale ein und konnte letzteres für sich entscheiden, wodurch er bis Platz 694 stieg. 2020 spielte er sein vorerst letztes Turnier. 2019 nahm er ein Studium an der University of Michigan auf, wo er auch College Tennis spielte. Sein Abschluss ist für 2023 geplant. Wegen Verletzungen seines Handgelenks ist ungewiss, ob er eine Karriere als Profi anstrebt.